# طوبولوجيا عامة
في الرياضيات، الطوبولوجيا العامة (بالإنجليزية: General topology)‏ أو طوبولوجيا تحديد النقاط هي فرع من فروع الطوبولوجيا يدرس خصائص الفضاء الطوبولوجي والمعالم المعروفة فيه، وهي تتميز عن غيرها من فروع الطوبولوجيا في أن الفضاء الطوبولوجي قد يكون عامًا جدًا، وليس من الضروري أن تكون على مماثلة بالكامل للأشكال المتعددة، وتقدم الطوبولوجيا العامة الإطار الأكثر عمومية حيث يمكن تعريف المفاهيم الأساسية للطوبولوجيا، مثل المجموعات المفتوحة - المغلقة، والاستمرارية، والنقاط الداخلية -الخارجية - الفاصلة، ونقاط الحد.

## التعريف
الطوبولوجيا هي زوج (X΅Σ) νΚίζδ γδ هي المجموعة X ζΚΜγΪ Σ من مجموعات فرعية من X، تسمى المجموعات المفتوحة، التي تلبي قواعد البديهيات: الثلاث التالية
1. اتحاد المجموعات المفتوحة يكون مجموعة مفتوحة.
2. تقاطع المجموعات المفتوحة يكون مجموعة مفتوحة.
3. X والمجموعة الخالية ∅ المجموعات المفتوحة.

## معلومات تاريخية
نشأت الطوبولوجيا العامة من عدد من المجالات، أهمها ما يلي::
- الدراسة المفصلة لمجموعات فرعية من الخط الحقيقي (التي كانت تعرف باسم طوبولوجيا مجموعات النقاط، وهذا الاستخدام قد عفا عليه الزمن الآن)
- إدخال مفهوم الأشكال المتعددة
- دراسة الفضاء المتري، خصوصًا الفضاء الخطي المعياري، في بدايات التحليل الوظيفي.

يفترض أن الطوبولوجيا العامة قد نشأت في عام 1940 تقريبًا. ويمكن القول، بأنها تهتم بكل الأمور المتعلقة المستمرة، في شكل كاف من الناحية الفنية التي يمكن تطبيقها في أي مجال من مجالات الرياضيات.

## المجال
بشكل أكثر تحديدًا، فإنه في الطوبولوجيا العامة تُعرف المفاهيم الأساسية وتثبت النظريات الخاصة بها. وهذا يشمل ما يلي::
- المجموعة المفتوحة والمجموعةالمغلقة;
- الداخلية والمغلقة؛
- التجاور والانغلاق؛
- التراص والاتصال؛
- الوظيفة الوظائف؛
- المتتالي للمتتاليات، الشبكات، والمرشحات؛
- بديهيات الفصل
- بديهيات قابلية العد.

كما تظهر مفاهيم أخرى أكثر تقدمًا، ولكنها عادةً ما ترتبط مباشرة بهذه المفاهيم الأساسية، دون الإشارة إلى الفروع الأخرى للرياضيات. طوبولوجيا نظرية المجموعة، تتناول المسائل ذات الصلة الوطيدة نظرية المجموعات، كما هو الحال غالبًا.
الفروع الرئيسية الأخرى من الطوبولوجيا هي الطوبولوجيا الجبرية، والطوبولوجيا الهندسية والطوبولوجيا التفاضلية. كما يتبين من الاسم، فإن الطوبولوجيا العامة تقدم الأساس المشترك لهذه المجالات.
ومن المجالات الهامة للطوبولوجيا العامة الطوبولوجيا عديمة النقاط، والتي، بدلاً من استخدامها مجموعات من النقاط كأساس لها، تضع مفاهيم طوبولوجية من خلال دراسة الشبكيات، وعلى وجه الخصوص، نظرية التصنيف ودراسة الإطارات والمراكز.